# FDC
FDC (viết tắt từ tiếng Anh first day cover), hay Phong bì Ngày phát hành đầu tiên, do cơ quan bưu chính hay một công ty có thẩm quyền phát hành cùng ngày phát hành bộ tem. Phong bì này có hình minh họa phù hợp với nội dung của bộ tem. Tem được dán lên trên phong bì và được hủy bằng dấu kỷ niệm đặc biệt, gọi là con dấu Ngày phát hành đầu tiên.
Đằng sau FDC ghi thông tin về nội dung, cơ quan phát hành, họa sĩ thiết kế của con tem và của phong bì.